# 弗洛伊茲堡 (肯塔基州)
弗洛伊茲堡（英語：Floydsburg）是位於美國肯塔基州奧爾德姆縣的一個非建制地區。

## 地理
弗洛伊茲堡所處的海拔為高於海平面219米（即718英呎），而該地所採用的時區為UTC-5，即北美東部時區（EST）。同時該地設有夏令時間，為UTC-5調快一小時，即UTC-4（EDT）。